# Valery Ortiz
Valery Milagros Ortiz (San Juan, Puerto Rico, 1984. augusztus 1. –) Puerto Ricó-i színésznő, modell.
Legismertebb alakítása Raven Dina Duran a Gabby Duran galaktikus kalandjai (2019–2021) című sci-fi vígjátéksorozatban. A Hit the Floor című sorozatban is szerepelt.

## Fiatalkora
Ortiz San Juanban született. A floridai Orlandóban nőtt fel.

## Pályafutása
A Nickelodeon Splat! című műsorban kapott először lehetőséget a szereplésre, 2004-ben. Szerepelt a Csajozós film című 2006-os filmben. 2010-ben a Két pasi – meg egy kicsi című sorozat egyik epizódjában tűnt fel. 2013 és 2016 között a Hit the Floor című sorozatban szerepelt. 2019 és 2021 között a Disney Channel Gabby Duran galaktikus kalandjai című sorozatában volt látható.

## Magánélete
Los Angelesben él. Szívesen olvas, túrázik, díszít és ír.

## Filmográfia

### Film
| Év   | Magyar cím    | Eredeti cím              | Szerep        | Megjegyzések |
| ---- | ------------- | ------------------------ | ------------- | ------------ |
| 2006 | Csajozós film | Date Movie               | Zsír-Ló       |              |
| 2008 |               | From a Place of Darkness | Rosa          |              |
| 2013 |               | 2 Dead 2 Kill            | Donna Valens  |              |
| 2014 |               | Dumbbells                | Missy         |              |
| 2015 |               | Lure                     | barátnő       | rövidfilm    |
| 2016 |               | Peaches                  | Sydnee DeLeon | rövidfilm    |
| 2018 |               | Thriller                 | Ms. Cruz      |              |
| 2020 |               | 2 Minutes of Fame        | Ms. Ellen     |              |

### Televízió
| Év        | Magyar cím                       | Eredeti cím                      | Szerep                | Megjegyzések                                             |
| --------- | -------------------------------- | -------------------------------- | --------------------- | -------------------------------------------------------- |
| 2004      |                                  | Nickelodeon SPLAT!               | önmaga                | műsorvezető                                              |
| 2005–2008 |                                  | South of Nowhere                 | Madison Duarte        | főszereplő                                               |
| 2006      | Miért ne Emily?                  | Emily's Reasons Why Not          | pincérnő              | 1 epizód                                                 |
| 2006–2007 | Miért pont Brian?                | What About Brian                 | Roxanne               | 3 epizód (2. évad)                                       |
| 2007–2009 |                                  | On the Up                        | önmaga                | műsorvezető                                              |
| 2008      | Jópofa kofa                      | 10 Items or Less                 | Buck barátja          | 1 epizód                                                 |
| 2009      | Döglött akták                    | Cold Case                        | Marisol Acosta        | 1 epizód                                                 |
| 2009–2011 |                                  | Diary of a Single Mom            | Lupe                  | főszereplő                                               |
| 2010      |                                  | Gigantic                         | Kelli                 | 2 epizód                                                 |
| 2010      | Két pasi – meg egy kicsi         | Two and a Half Men               | Tracy                 | 1 epizód                                                 |
| 2010      | Melissa & Joey                   | Melissa & Joey                   | Celeste Vega          | 1 epizód                                                 |
| 2010–2016 |                                  | American Latino TV               | önmaga                | műsorvezető                                              |
| 2011      |                                  | In the Flow with Affion Crockett | J-Lo / Kim Kardashian | 1 epizód                                                 |
| 2013      |                                  | Cowgirl Up                       | Maddie                | 1 epizód                                                 |
| 2013      |                                  | Cltrl.Alt.Del                    | Catalina              | 1 epizód                                                 |
| 2013–2016 |                                  | Hit the Floor                    | Raquel Saldana        | főszereplő                                               |
| 2016      |                                  | Skirtchasers                     | Gabriella             | tévéfilm                                                 |
| 2016      | A S.H.I.E.L.D. ügynökei          | Agents of S.H.I.E.L.D.           | Maria                 | 1 epizód                                                 |
| 2017      | Elcserélt lányok                 | Switched at Birth                | Noelle                | 4 epizód (5. évad)                                       |
| 2017      |                                  | If Loving You Is Wrong           | Tippa Haynes          | 3 epizód                                                 |
| 2018      | NCIS                             | NCIS                             | Carrie                | 1 epizód                                                 |
| 2019–2021 | Gabby Duran galaktikus kalandjai | Gabby Duran & the Unsittables    | Dina Duran            | - főszereplő - magyar hangja:[forrás?] - Sánta Annamária |
| 2021      |                                  | Old Flames Never Die             | Steph                 | tévéfilm                                                 |

## Fordítás
- Ez a szócikk részben vagy egészben  a   Valery Ortiz című angol Wikipédia-szócikk fordításán alapul.  Az eredeti cikk szerkesztőit annak laptörténete sorolja fel. Ez a jelzés csupán a megfogalmazás eredetét és a szerzői jogokat jelzi, nem szolgál a cikkben szereplő információk forrásmegjelöléseként.